# ایان دیویدسون (بازیکن فوتبال، زاده ۱۹۴۷)
ایان دیویدسون (انگلیسی: Ian Davidson؛ زادهٔ ۳۱ ژانویهٔ ۱۹۴۷) بازیکن فوتبال اهل بریتانیا است.
از باشگاه‌هایی که در آن بازی کرده‌است می‌توان به باشگاه فوتبال یورک سیتی، باشگاه فوتبال هال سیتی، باشگاه فوتبال استوک‌پورت کانتی، باشگاه فوتبال اسکانتورپ یونایتد، و باشگاه فوتبال ای‌اف‌سی بورنموث اشاره کرد.